# 2022年朝鲜民主主义人民共和国

## 領導人
- 金正恩（朝鮮勞動黨總書記、國務委員長、武裝力量最高司令官、共和國元帥）
- 崔龍海（最高人民會議常任委員長、國務委員會第一副委員長）
- 趙甬元（朝鮮勞動黨中央書記處組織書記）
- 金德訓（內閣總理、國務委員會副委員長）
- 朴正天（朝鮮勞動黨中央軍事委員會副委員長、人民軍元帥）
- 李炳哲（朝鮮勞動黨中央書記處書記、人民軍元帥）

## 大事記

### 3月
- 3月14日：朝鮮民主主義人民共和國政府在未通報大韓民國政府的情況之下，拆除由韓方現代峨山集團運營的海金剛酒店[1]。
- 3月24日：朝鮮勞動黨總書記金正恩親自監督發射的新型洲際彈道飛彈落入了北海道渡島半島以西150公里處的日本專屬經濟區水域[2]。

### 4月
- 4月12日：朝鮮民主主義人民共和國第32屆四月之春友誼藝術節開幕[3]。
- 4月25日：朝鮮民主主義人民共和國舉行朝鮮人民軍建軍90周年閱兵式，金正恩等黨政軍領導人出席[4]。

### 5月
- 5月12日：朝鮮報告首例2019冠狀病毒病確診病例[5]，朝鮮勞動黨總書記金正恩召開勞動黨中央政治局會議，表示將國家防疫工作轉移到最大緊急防疫體系[6]，而境內所有市、郡將被封鎖，工廠和生活單位進入封閉狀態[7]。
- 5月13日：朝鮮政府報告超過1.8萬例疑似病例，其中有6例死亡，其中包括一例感染Omicron BA.2變異株變異株的死亡病例，並表示自4月下旬以來，有超過35萬例原因不明的發燒病例[8]。
- 5月14日：朝鮮政府指出在前一日的報告中，新增逾17萬發燒病例、21人死亡[9]
- 5月15日：朝鮮國家緊急防疫司令部表示，從13日晚上至14日下午6時境內新增逾29萬宗發燒病例，新增15宗死亡病例[10]。
- 5月16日：朝鮮勞動黨中央政治局再次召開協調會，金正恩下達了「關於投入人民軍軍醫部門的強大力量來立即穩定平壤市內醫藥品供應工作」的中央軍事委員會特別命令，並嚴厲批評了內閣和保健部門的不負責任的工作態度和部署執行力[11]。
- 5月17日：世界衛生組織總幹事譚德塞表示，世衛組織正在試圖說服朝鮮開始接種新冠疫苗，世衛曾提出向朝鮮提供疫苗、藥品、檢測和技術支持，又要求朝鮮與之分享更多的疫情數據，但迄今為止沒有得到任何回應[12]。
- 5月21日：金正恩主持勞動黨中央政治局會議時表示，境內的新冠疫情逐漸得到控制，大部分地區疫情形勢穩定，防疫工作正取得積極成果[13]。